# RTL Kettő
RTL Kettő (RTL II) – węgierski kanał telewizyjny, należący do nadawcy RTL Group. Został uruchomiony w 2012 roku pod nazwą RTL II. 20 listopada 2022 roku nazwa kanału została zmieniona na RTL Kettő.